# Pepedan (Karangmoncol)
Pepedan is een bestuurslaag in het regentschap Purbalingga van de provincie Midden-Java, Indonesië. Pepedan telt 3008 inwoners (volkstelling 2010).